# South Royalton
South Royalton es un lugar designado por el censo ubicado en el condado de Windsor en el estado estadounidense de Vermont. En el año 2010 tenía una población de 694 habitantes.

## Geografía
South Royalton se encuentra ubicado en las coordenadas 43°49′13″N 72°31′15.79″O / 43.82028, -72.5210528.